# Ceraticelus subniger
Ceraticelus subniger là một loài nhện trong họ Linyphiidae.
Loài này thuộc chi Ceraticelus. Ceraticelus subniger được Ralph Vary Chamberlin miêu tả năm 1949.